# Casaseca de las Chanas
Casaseca de las Chanas è un comune spagnolo di 344 abitanti situato nella comunità autonoma di Castiglia e León.